# Alyssum lenense
Alyssum lenense är en korsblommig växtart som beskrevs av Johannes Michael Friedrich Adam. Alyssum lenense ingår i släktet stenörter, och familjen korsblommiga växter. Inga underarter finns listade i Catalogue of Life.

## Bildgalleri

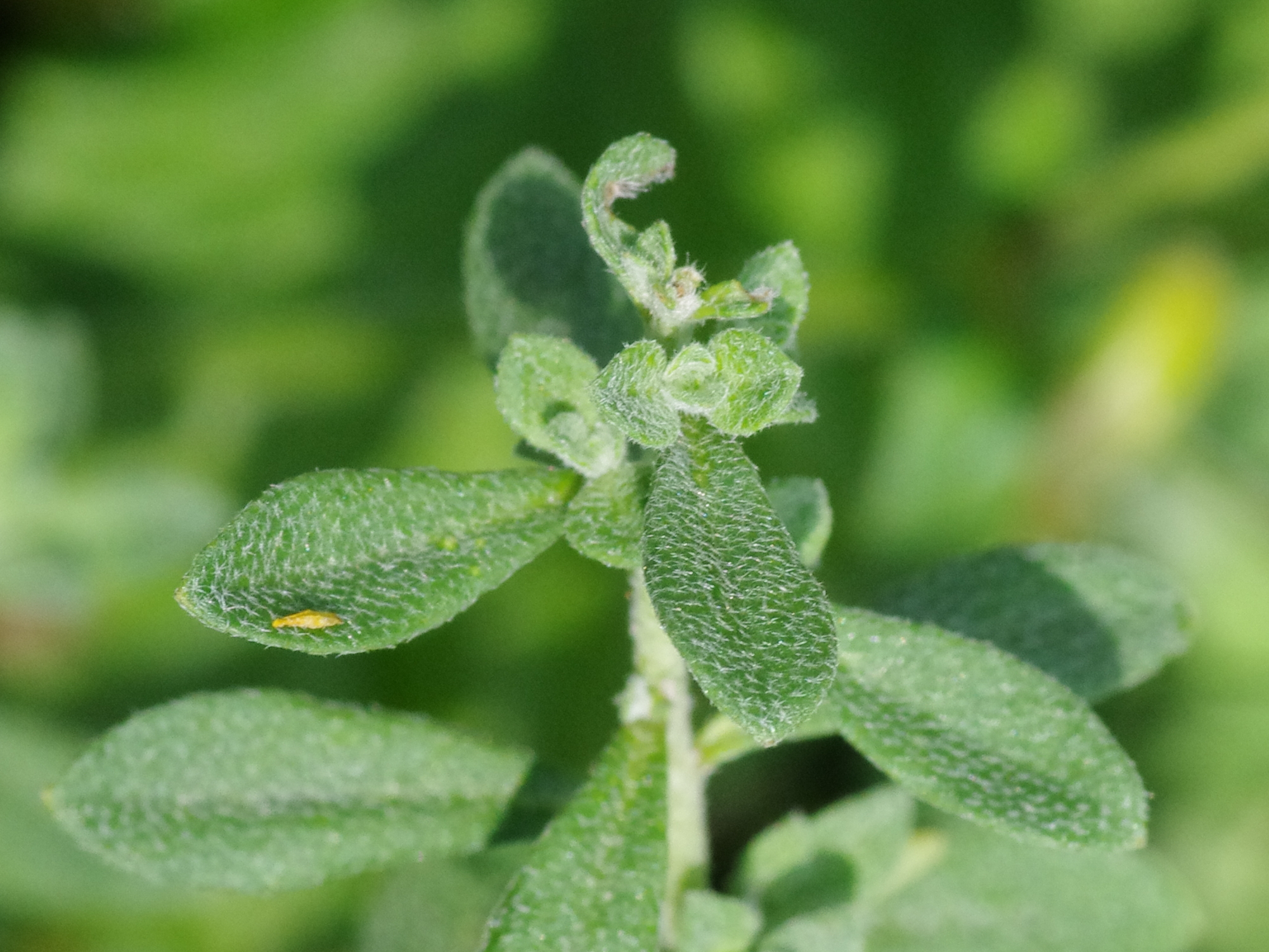
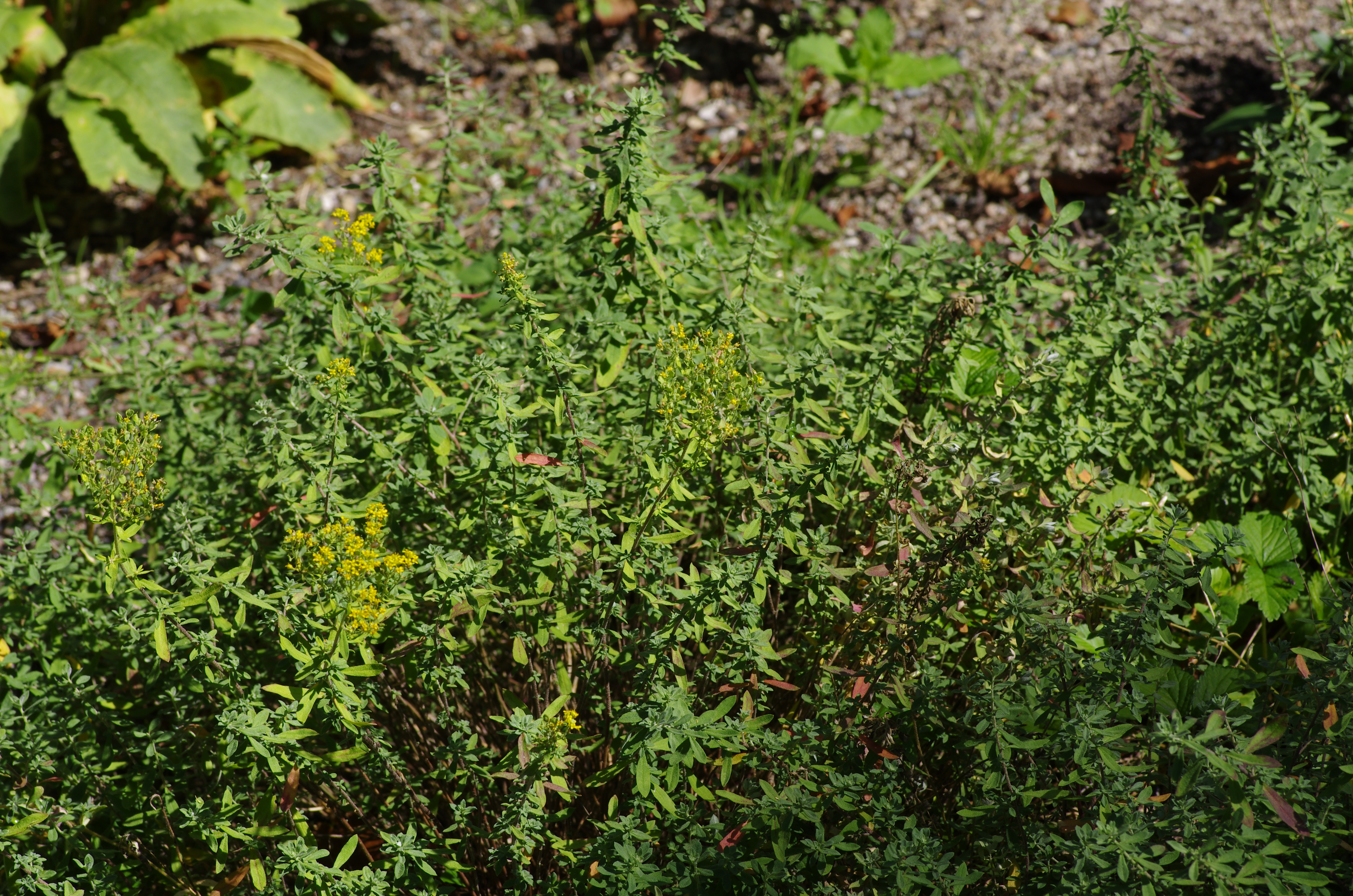
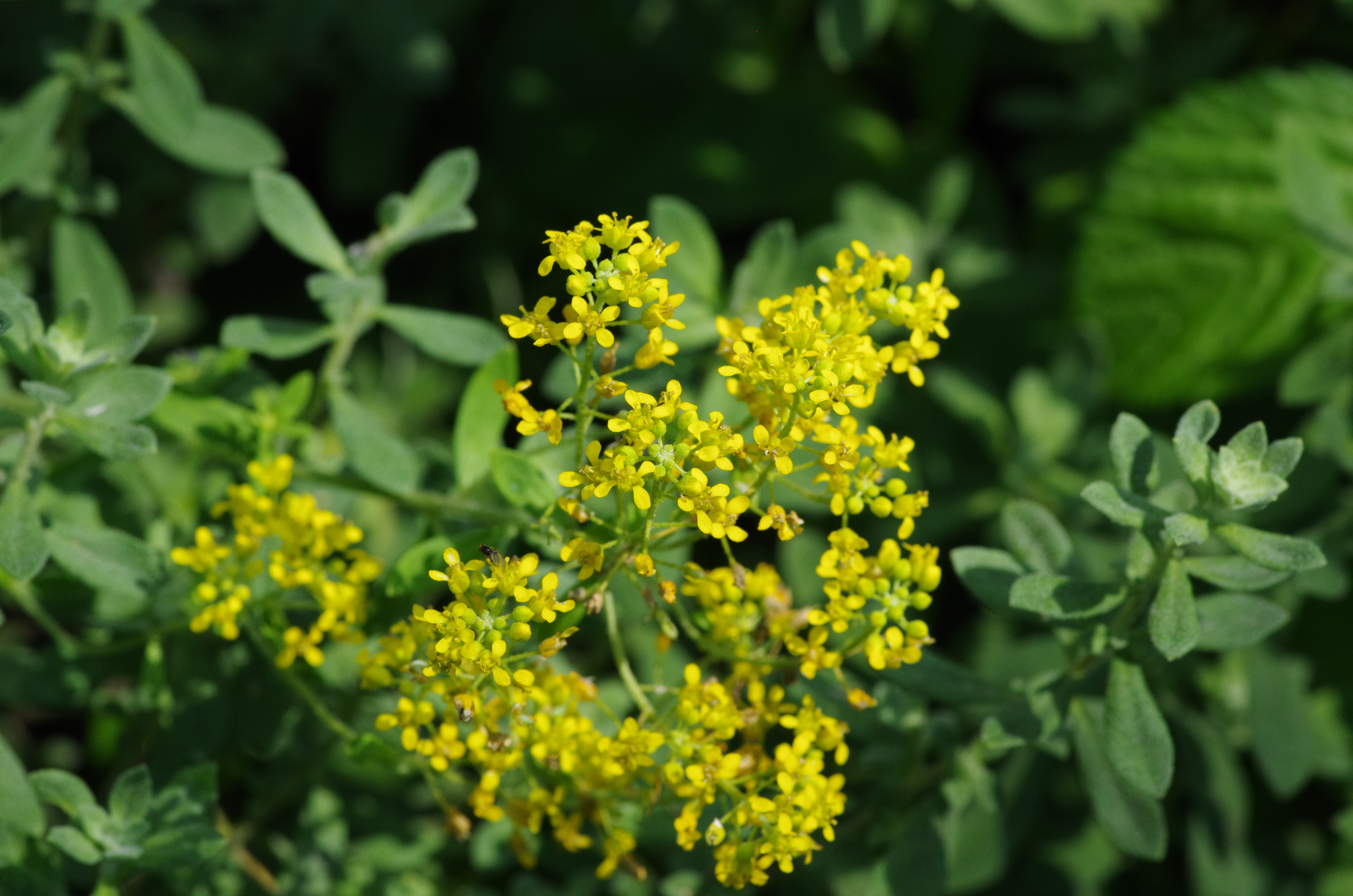
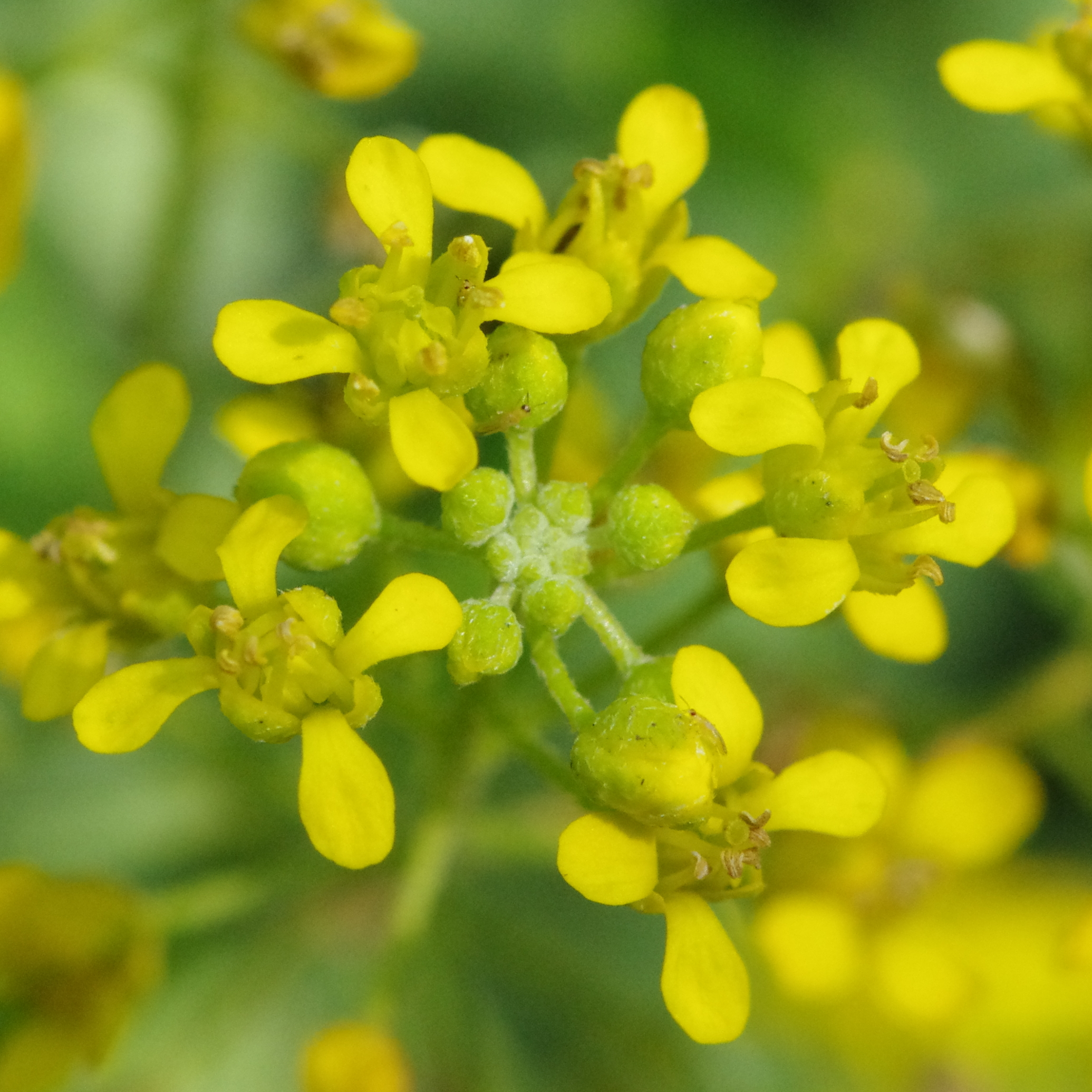
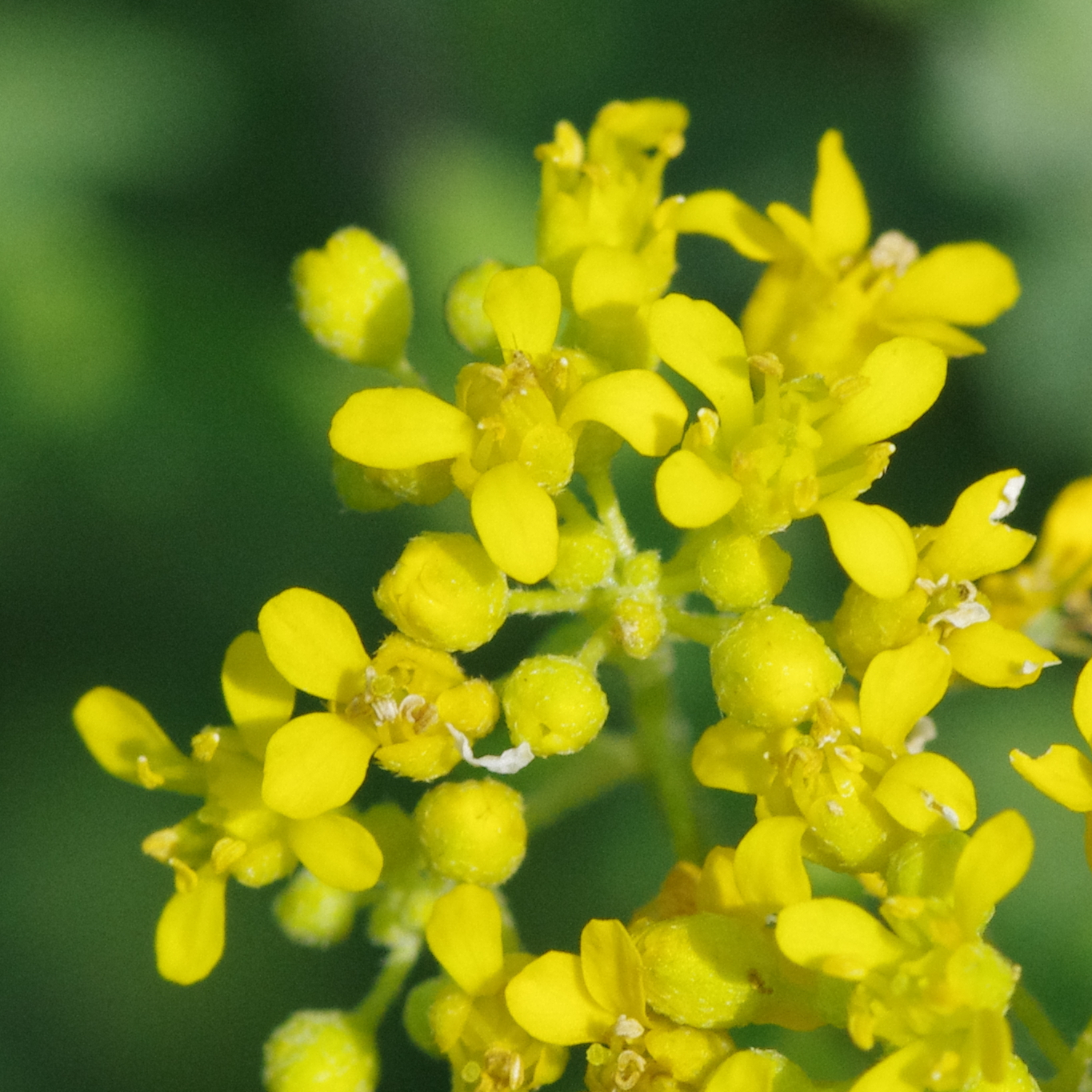
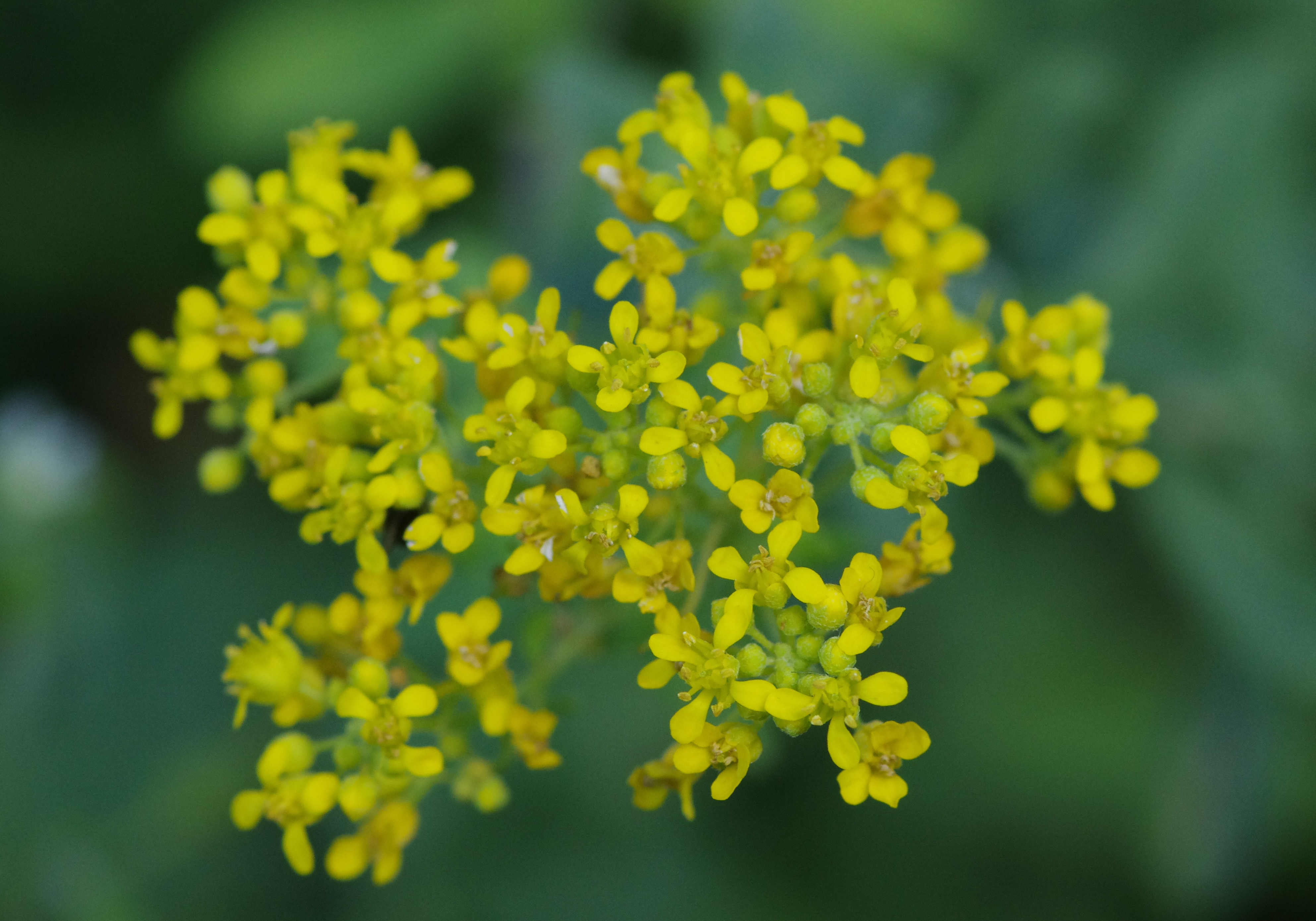